# Ferrari F138
Der Ferrari F138 war der 46. Formel-1-Rennwagen der Scuderia Ferrari. Er wurde in der Formel-1-Weltmeisterschaft 2013 eingesetzt. Der Wagen wurde am 1. Februar 2013 in Maranello vorgestellt.
Die Bezeichnung des Wagens setzt sich aus der Kombination der Jahreszahl und der Anzahl der Zylinder zusammen, um dem letzten Jahr der V8-Motoren ein Zeichen zu setzen. Ab der Saison 2014 kamen in der Formel 1 V6-Turbomotoren zum Einsatz.

## Technik und Entwicklung
Der F138 ist das Nachfolgemodell des F2012. Der Wagen versteckt den „Nasenhöcker“ durch die neu eingeführte Eitelkeitsblende. Angetrieben wird der von Simone Resta entwickelte Wagen von einem „Ferrari Typ 056“ genannten V8-Motor mit 2,4 Liter Hubraum, der eine Leistung von rund 550 kW (≈750 PS) entwickelt. Die Bremsen kommen von Brembo, die Felgen von OZ Racing und die Bereifung stellt Pirelli bereit. Wie alle Formel-1-Fahrzeuge der Saison 2013 ist der F138 mit KERS und DRS ausgerüstet.
Da der Windkanal in Maranello einer Überarbeitung unterzogen wurde, wurde die Aerodynamik des F138 im Werk von Toyota Motorsport in Köln-Marsdorf entwickelt.
Der F138 ist eine Evolution des Vorjahresautos, Ferrari lege bei der Entwicklung den Schwerpunkt auf die Gewichtsverteilung und die Verringerung des Gewichtes von einzelnen Komponenten. Die Streben, die den Frontflügel mit der Nase verbinden, wurden neugestaltet. Die Seitenkästen des Fahrzeugs wurden modifiziert, um die Aerodynamik zu verbessern. Auch der Lufteinlass oberhalb des Cockpits wurde modifiziert. Die Radaufhängungen an Vorder- und Hinterachse weisen eine neue Geometrie auf, auch die Auspuffführung wurde komplett neugestaltet. Der Motor wurde besser ins Gesamtkonzept des Wagens integriert, so dass die Verbindungen zwischen Motor, Chassis und Getriebe komplett überarbeitet wurden. Das Gewicht und die Größe des KERS wurden verringert.
Anders als bei den meisten anderen Fahrzeugen, wird das DRS jedoch nicht über einen Knopf am Lenkrad, sondern mit dem Fuß betätigt. Hierfür befindet sich ein zusätzliches Pedal links neben dem Bremspedal.
Wie bereits das Vorgängermodell verfügt der Ferrari F138 über eine Vorderradaufhängung mit Zugstreben statt Druckstreben.

## Lackierung und Sponsoring
Der F138 ist im klassischen Rot lackiert, dazu gibt es auf der ganzen Länge des Wagens einen weißen und darunter einen schwarzen Streifen. Auf dem Auto sichtbare Großsponsoren sind Hublot, Kaspersky Lab, Santander und Shell.

## Fahrer
Fernando Alonso und Felipe Massa sind auch weiterhin die Stammfahrer im Team. Als Testfahrer zum Einsatz kommen Andrea Bertolini, Jules Bianchi, Marc Gené, Davide Rigon und Pedro de la Rosa.

## Ergebnisse
| Fahrer               | Nr.                  | 1 | 2   | 3 | 4  | 5 | 6   | 7 | 8 | 9   | 10 | 11 | 12 | 13 | 14 | 15 | 16 | 17 | 18 | 19 | Punkte | Rang |
| -------------------- | -------------------- | - | --- | - | -- | - | --- | - | - | --- | -- | -- | -- | -- | -- | -- | -- | -- | -- | -- | ------ | ---- |
| Formel-1-Saison 2013 | Formel-1-Saison 2013 |   |     |   |    |   |     |   |   |     |    |    |    |    |    |    |    |    |    |    | 354    | 3.   |
| F. Alonso            | 3                    | 2 | DNF | 1 | 8  | 1 | 7   | 2 | 3 | 4   | 5  | 2  | 2  | 2  | 6  | 4  | 11 | 5  | 5  | 3  | 354    | 3.   |
| F. Massa             | 4                    | 4 | 5   | 6 | 15 | 3 | DNF | 8 | 6 | DNF | 8  | 7  | 4  | 6  | 9  | 10 | 4  | 8  | 12 | 7  | 354    | 3.   |

| Legende  | Legende            | Legende                                                          |
| Farbe    | Abkürzung          | Bedeutung                                                        |
| -------- | ------------------ | ---------------------------------------------------------------- |
| Gold     | –                  | Sieg                                                             |
| Silber   | –                  | 2. Platz                                                         |
| Bronze   | –                  | 3. Platz                                                         |
| Grün     | –                  | Platzierung in den Punkten                                       |
| Blau     | –                  | Klassifiziert außerhalb der Punkteränge                          |
| Violett  | DNF                | Rennen nicht beendet (did not finish)                            |
| Violett  | NC                 | nicht klassifiziert (not classified)                             |
| Rot      | DNQ                | nicht qualifiziert (did not qualify)                             |
| Rot      | DNPQ               | in Vorqualifikation gescheitert (did not pre-qualify)            |
| Schwarz  | DSQ                | disqualifiziert (disqualified)                                   |
| Weiß     | DNS                | nicht am Start (did not start)                                   |
| Weiß     | WD                 | zurückgezogen (withdrawn)                                        |
| Hellblau | PO                 | nur am Training teilgenommen (practiced only)                    |
| Hellblau | TD                 | Freitags-Testfahrer (test driver)                                |
| ohne     | DNP                | nicht am Training teilgenommen (did not practice)                |
| ohne     | INJ                | verletzt oder krank (injured)                                    |
| ohne     | EX                 | ausgeschlossen (excluded)                                        |
| ohne     | DNA                | nicht erschienen (did not arrive)                                |
| ohne     | C                  | Rennen abgesagt (cancelled)                                      |
| ohne     | keine WM-Teilnahme |                                                                  |
| sonstige | P/fett             | Pole-Position                                                    |
| sonstige | 1/2/3/4/5/6/7/8    | Punktplatzierung im Sprint-/Qualifikationsrennen                 |
| sonstige | SR/kursiv          | Schnellste Rennrunde                                             |
| sonstige | *                  | nicht im Ziel, aufgrund der zurückgelegten Distanz aber gewertet |
| sonstige | ()                 | Streichresultate                                                 |
| sonstige | unterstrichen      | Führender in der Gesamtwertung                                   |